# Petit-duc longicorne
Otus longicornis
Espèce
Statut de conservation UICN

 LC  : Préoccupation mineure
Statut CITES
Le Petit-duc longicorne (Otus longicornis) est une espèce d'oiseaux de la famille des Strigidae.

## Répartition
Cet oiseau est endémique de Luçon aux Philippines.